# Oliver Perry-Smith

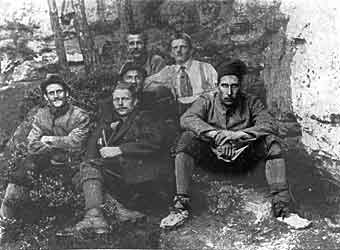
Oliver Perry-Smith ganz rechts, Aufnahme von 1907

Oliver Perry-Smith (* 11. Oktober 1884 in Philadelphia; † 13. Mai 1969) war ein US-amerikanischer Bergsteiger.

## Leben
Oliver Perry-Smith wurde am 11. Oktober 1884 in Philadelphia geboren. Nachdem sein Vater 1899 verstorben war, zog seine Mutter nach der erneuten Heirat nach Deutschland. Perry-Smith folgte ihr 1902 nach Dresden und wurde ein berühmter Kletterer. Er trat den Klettervereinen „Rohnspitzler“ und „Schwarzer Kamin“ bei. In letzterem war auch Rudolf Fehrmann Mitglied, mit dem sich Perry-Smith schnell anfreundete.
In der Sächsischen Schweiz wurde er berühmt durch die Erstbesteigungen einiger bedeutender Gipfel, wie dem Schrammtorwächter (Schwierigkeit VI) und dem Kanzelturm (VI) im Jahr 1905 und dem Teufelsturm (VIIb) ein Jahr später, der damals als schwerster Kletterweg weltweit galt. Ebenso gelang ihm auch noch die Erstbegehung einiger auch heute immer noch beliebter Kletterwege wie dem Spannagelturm Perrykante (VIIb) und dem Falkenstein Südriss (VIIa) im Jahr 1913. Im selben Jahr durchstieg er auch noch die Routen Klavier (VIIa) und Perryriss (VIIb) am Daxenstein (alle Bewertungen nach Sächsischer Schwierigkeitsskala). 
Seine berühmteste Erstbegehung gelang ihm jedoch während eines Alpenaufenthalts in Südtirol im Jahr 1908. Zusammen mit Rudolf Fehrmann durchstieg er die Fehrmannverschneidung (V-) am Campanile Basso (Guglia di Brenta) (Bewertung nach UIAA-Schwierigkeitsskala). Obwohl der Name anderes vermuten lässt, wurde die Route von Perry-Smith allein vorgestiegen. 
Nach dem Ausbruch des Ersten Weltkrieges kehrte Oliver Perry-Smith 1914 in die USA zurück. Er besuchte Sachsen danach nie wieder.

## Trivia
- 1903 lieferte sich Perry-Smith in einer Seilschaft mit Albert Kunze einen Wettstreit mit Alexander Burgener um die Jahreserstbesteigung ("Jahreserste") des Matterhorns in den Alpen. Perry-Smith und Kunze konnten den sportlichen Wettstreit für sich entscheiden.[1]
- Neben dem Klettern war Perry-Smith auch ein erfolgreicher Skiläufer und -springer. Er gewann im Jahr 1914 unter anderem die Österreichischen Ski-Meisterschaften, bei denen er sowohl im Sprunglauf als auch im Langlauf siegreich blieb.[2]
- 1907 wurde Perry-Smith für etwa drei Monate in die Heilanstalt Schloss Sonnenstein eingewiesen, nachdem er in einem Tobsuchtsanfall in Postelwitz und Bad Schandau mehrere Menschen mit einer Pistole bedroht und Möbel und Hausgeräte demoliert hatte.[3]

## Perryriss
Als von anderen seine Begehung des Perryrisses angezweifelt wurde, beschloss er spontan, die Route noch einmal zu klettern und schrieb in großen Buchstaben „Perry“ an den Fels, was auch heute noch lesbar ist.